# مشاري بن عبد الرحمن بن حسن بن مشاري آل سعود
الأمير حسين بن مشاري بن حسين بن مشاري بن سعود بن محمد بن مقرن  (1200 هـ - 1279 هـ /1834) امير إماره منفوحه. أعلن الإمام تركي بن عبد الله عزل الأمير مشاري بن عبد الرحمن وعين بداله الأمير حسين بن مشاري بن حسين بن مشاري بن سعود اميرًا على اماره منفوحه  بعد عزل الامير مشاري بن عبد الرحمن بن حسن بن مشاري بن سعود آل سعود ابن عمه وهناك صلة أخرى أقرب من ذلك فالامير حسين بن مشاري بن حسين ابن مشاري بن سعود ابن عم مباشر لمشاري جده اخ للأمير حسن بن مشاري من آل سعود، صار امير على إمارة منفوحه سنة 1245 هـ بعد عزل الأمير مشاري بن عبد الرحمن وامير منفوحه واستمر امارته 19 سنه وتم اغتياله على ايد [شاب عراقي شيعي]].1279 هجري الموافق 1861 عن عمر يناهز ال 71 سنه

## تفاصيل الاغتيال
أكرم الإمام تركي بن عبد الله ابن أخته الأمير مشاري بعد هروبه من جنود إبراهيم باشا وزوجته، ولم يذكر إذا ما كانت زوجة الأمير مشاري ابنة خالة الإمام تركي بن عبد الله أم لا، وقام بتوليه على منفوحة ولكن أعداء الإمام جعلوا الأمير مشاري يعلن التمرد على خاله وبعدها عزل عن منصبه وثم سامحه الإمام تركي بن عبد الله بدون أن يرجعه إلى منصبه فقرر الأعداء إغواء الأمير مشاري لقتل خاله الإمام تركي بن عبد الله. ويعتقد البعض أن مشاري فعل فعلته بتكليف من المصريين. ويعتقد البعض الآخر، ومنهم جون غوردون لوريمر أن لحاكم البحرين عبدالله بن أحمد ال خليفة ضلعا في قتل تركي. ولكن مطامح مشاري الشخصية هي التي لعبت على ما يبدو الدور الرئيسي.
قرر الأمير مشاري اغتيال الإمام تركي بن عبد الله بعد صلاة الجمعة حيث يكون الإمام أعزل بدون سلاح واختار إبراهيم بن حمزة منفذًا للعملية وذهب إلى المسجد (جامع الإمام تركي بن عبد الله حاليًا) وصلى بجانب خاله الإمام تركي بن عبد الله الذي قام بقسم مسواكه إلى نصفين وأعطاه للأمير مشاري.
فرق قلب الأمير مشاري بموقف خاله وندم ثم نظر إلى بن حمزة وهو بالصف الثاني خلف الإمام تركي بن عبد الله والأمير مشاري وطلب منه عدم قتل خاله وأن يوقف العملية ولكن إبراهيم بن حمزة تمرد عليه وقال الكلمة التي أصبحت مثلًا دارج «مسدس بن حمزة ثاير ثاير تبيها براسك ولا براسه» يقصد الإمام تركي بن عبد الله فقال الأمير مشاري: «براس الإمام» ثم رماه بالمسدس (الوبلي) أمام الناس وأعلن إبراهيم بن حمزة الأمير مشاري أميرًا على الرياض.

## وفاته
بعد أن علم الإمام فيصل بن تركي بن عبد الله آل سعود وهو متجه للأحساء بمقتل أبيه عاد للرياض وحوصر الأمير مشاري بن عبد الرحمن في القصر عشرين يومًا، حتى أقتحم الأمير عبد الله بن علي الرشيد ومعه عدد من الجنود القصر وقتل الأمير مشاري والعبد إبراهيم بن حمزة وتمكن من الأخذ بثأر أبيه وكان ذلك في 19 صفر 1250 هـ وتولى الحكم بعد الأمير مشاري ابن خاله الإمام فيصل بن تركي بن عبد الله آل سعود وبهذا قتلت الفتنة بنجد والمسماة فتنة مشاري.

## أبناؤه وبناته
1. الأمير محمد بن مشاري بن عبد الرحمن آل سعود.
2. الأمير حسن بن مشاري بن عبد الرحمن آل سعود.
3. الأميرة سارة بنت مشاري بن عبد الرحمن آل سعود. متزوجة من الإمام فيصل بن تركي بن عبد الله آل سعود ولها من الأبناء الإمام عبد الرحمن «والد الملك عبد العزيز».
4. الأميرة لطيفة بنت مشاري بن عبد الرحمن آل سعود.